# Guillaume Werniers
Guillaume Werniers of Willem Werniers ook Waerniers en Warnier komen voor ( ? – Rijsel, 1738) was een Brussels tapijtwever en werkzaam tussen 1700 en 1738 in Rijsel.
Hij was gekend voor zijn vergezichten en tuinen. Na zijn dood werd de atelier verdergezet door zijn weduwe tot haar dood in 1778.

## Werken
Werken van hem zijn te zien in het Palazzo del Quirinale
- RKD-Nederlands Instituut voor Kunstgeschiedenis: 482021
- Union List of Artist Names: 500333047
- Virtual International Authority File: 309814754